# Agrostis scoparia
Agrostis scoparia é uma espécie de gramínea do gênero Agrostis, pertencente à família Poaceae.